# Ngreco (Weru)
Ngreco is een bestuurslaag in het regentschap Sukoharjo van de provincie Midden-Java, Indonesië. Ngreco telt 5044 inwoners (volkstelling 2010).